# Yaakov Yossef Hakohen de Polnoa
Le rabbin Yaakov Yossef Hakohen de Polonne (né au début du XVIIIe siècle et mort en 1784 ; en hébreu יעקב יוסף הכהן), connu comme Yaacov Yossef de Polnoa, est l'un des premiers et des plus dévoués des disciples du Baal Shem Tov.
Il descend de la famille du rabbin Samson d'Ostropoli, du rabbin Yossef Katz (auteur du Yessod Yossef) et du rabbin Yom-Tov Lipman Heller (auteur du Tossefot Yom Tov).
Yaakov Yossef Hakohen est déjà un savant accompli quand il s'attache au Baal Shem Tov, et son rapprochement au hassidisme engendre beaucoup de controverses. À cette époque, il est depuis plusieurs années le rabbin de la ville de Charhorod, ville dont il est expulsé un vendredi après-midi.
Son livre Toldot Yaacov Yossef, publié en 1780, est la première œuvre hassidique publiée. La phrase : « J'ai appris de mon maître », est répétée 249 fois. C'est une de source primordiale des enseignements du Baal Shem Tov.

## Éléments biographiques
Son année de naissance et son lieu de naissance sont inconnus.
Au début, il est le rabbin de Charhorod, la deuxième communauté juive de la région de Podolie. En 1741, il fait la connaissance de Rabbi Israël ben Eliezer, le Baal Shem Tov. Son rapprochement au hassidisme engendre des controverses, il est expulsé de la ville un vendredi après-midi en 1748.
Jusqu'en 1752, il vit à Raszków, une très petite communauté. Il devient rabbin de Nemirovsky, où il reste jusqu'en 1770 en enseignant publiquement le hassidisme. Après la mort d'Arye leib, le prédicateur de Polonne auteur du Kol Arye, Yaakov Yosseph est désigné comme son successeur. Il occupe ce poste pour le reste de sa vie. Il est amer du fait qu'il ne peut prendre la direction du mouvement hassidique comme successeur du Baal Shem Tov.
Son fils, Abraham Shimshon, réalise l'ambition de son père, monte en Israël et s'installe à Tibériade et Safed, et publie les écrits de son père.

## Ses écrits et ses enseignements
La première publication de Yaakov Yossef, le Toldot Yaakov Yossef, parait en 1780, à Koretz. L'ouvrage est considéré comme son chef-d'œuvre. Il contient des sermons par l'auteur, et « les mots que j'ai appris de mon maître », c'est-à-dire du Baal Shem Tov. C'est la première œuvre qui explique les enseignements du hassidisme, avec une vue positive, mais aussi dans une formulation critique de la direction rabbinique traditionnelle. Dans ce livre, Yaakov Yossef décrit le type commun de rabbins comme des « démons juifs[sic], dont l'étude de la Torah sert seulement à leur donner de l'importance ». Le livre suscite des critiques, certaines copies sont brûlées à Brody.
Yaakov Yossef publie aussi un commentaire sur la Thora.

## Les grandes idées
- Selon lui, le prédicateur est le médecin de l'âme, il guérit avec des principes éthiques.
- Le prédicateur doit suivre une forme générale dans le contenu des sermons, et adapter le niveau en fonction du public.
- Au premier plan du hassidisme conçu par Yaakov Yossef, figure une conception "néo-panthéiste", fortement marquée par Dieu.
- La présence de Dieu se manifeste dans l'esprit humain.
- La joie joue un rôle primordial.
- La tension constante entre matière et spiritualité peut disparaitre par la joie, les mauvais penchants se transformant en moyen d'atteindre le bien.
- Il résume le but principal de l'homme : « Tu dois te consacrer à Lui ».
- Le jeûne et la mortification conduisent au chagrin et le chagrin est la racine de tout mal[1].
- Pour la prière, il faut un état de pureté, de concentration et de joie.
- Le Tsadik a le pouvoir de renverser une décision défavorable: par sa prière, pour lui-même et pour ses disciples.
- Le Tsadik est comparé à la tête ou aux yeux, et la foule de ses disciples aux pieds.
- Toute mauvaise action, même d'un membre insignifiant de la société, réelle ou imaginaire, nuit à l'état du Tsadik.
- Pour que le Tsadik remplisse ses devoirs avec succès, il doit être soutenu par ses disciples, spirituellement mais aussi financièrement.
- Yaakov Yossef attache une grande importance à la Seouda Shlishit, le « troisième repas » que l'on partage vers la fin du Shabbat dans la communauté hassidique.

## Opposition
Les opposants du hassidisme pensaient qu'avec la mort du Baal Shem Tov son enseignement cesserait. Ils sont surpris de voir les livres du Rabbi Yaakov Yossef de Polonne répandre l'enseignement du maitre en public. Ils commencent une guerre ouverte contre le hassidisme en général, et ses livres en particulier. Ils publient les brochures, dont L'Assemblée d'ignorants (Am Aharetz). Ils appellent à la violence pour « vaincre l'ennemi », Yaakov Yossef, et son livre qui « incite Israël à rejeter le chemin de la sainte Torah, et de nos prédécesseurs ».
Le Gaon de Vilna met en Herem le livre Toldot Yaakov Yossef et ordonne de le brûler.
Le rabbin Yehezqel Landau, l'auteur du Nodah Biyehoudah, le rabbin de Prague, décide d'acheter des livres du Toldot Yaakov Yossef, uniquement pour les brûler.
La légende raconte :  
« Yaakov Yossef apparait en rêve à son disciple le rabbin Yaakov Shimshon de Shpitivka, lui demandant d'exiger des excuses du rabbin de Prague.
Habillé en pauvre villageois, il se présente dans la maison d'étude du rabbin alors qu'il donne une leçon  à ses élèves, et commence  à le contredire avec de profonds arguments.
Il s'identifie et précise qu'il est le plus jeune des étudiants du rabbin Yaakov Yossef.
Le Nodah Biyehoudah change d'avis au sujet du Hassidisme, prend le livre Toldot Yaakov Yossef qui se trouve sous ses pieds et l'embrasse. »

## Sources
- Encyclopedia Judaica, Bd. 9. S. 1228-1230.